# Feint
«Feint» es el segundo sencillo del álbum de estudio The Phantom Agony, primer disco de la banda neerlandesa de metal sinfónico Epica, lanzado en el año 2004. 
La canción fue escrita después de la muerte de Pim Fortuyn.
Existe un video sobre la canción que trata sobre una madre y su hijo, la muerte se lleva al bebe y a la madre (después de la súplicas de ella por no separarse de su hijo). 

## Lista de canciones
1. «Feint» - 4:19
2. «Feint» (Previously Unreleased Piano Version) - 4:54
3. «Triumph Of Defeat» (Previously Unreleased Instrumental Track) - 3:58
4. «Seif Al Din» - 5:46

- Datos: Q1823237